# Eleição municipal de Barueri em 2012
A eleição municipal de Barueri em 2012 aconteceu no dia 7 de outubro de 2012, para eleger um prefeito, um vice-prefeito e 21 vereadores no município de Barueri, no Estado de São Paulo,  Brasil. O prefeito eleito foi Gil Arantes, do DEM, com 54,74% dos votos válidos, ganhando logo no primeiro turno. Venceram outros quatro candidatos: Carlos Zicardi, do PMDB; Ronaldo do PT, do PT; Néo Marques, do PMN; e Professor Jadis, do PSOL. O vice-prefeito eleito na chapa de Gil Arantes, foi Dr. Jaques, do PTB. Para as 21 vagas na Câmara Municipal de Barueri, 528 candidatos concorreram. O mais votado, foi Janio, do PMDB com 6.631 votos, 3,94% dos votos válidos.
No dia 25 de fevereiro de 2015, o vice-prefeito Dr. Jaques assumiu a prefeitura da cidade, após o Tribunal de Justiça de São Paulo decretar o afastamento de Gil Arantes, acusado de 63 crimes.

## Antecedentes
Na eleição municipal de 2008, Furlan, do PMDB foi eleito com 97.923 votos válidos, equivalente a 68% dos votos. Ele venceu Dr. Jaques, então no PDT, Dr. Frederico Carvalheira, do PSDB. Gil Arantes já tinha sido eleito prefeito de Barueri em 1997 e em 2004. Depois, se elegeu deputado estadual.

## Afastamento de Gil Arantes
No dia 24 de fevereiro de 2015, o Tribunal de Justiça de São Paulo determinou o imediato afastamento do então prefeito Gil Arantes, que fora denunciado pelo Ministério Público de São Paulo treze vezes por desvio de verba e cinquenta vezes por lavagem de dinheiro, totalizando 63 crimes em seu nome.  Já no dia seguinte, seu vice Dr. Jaques assumiu a prefeitura de Barueri, assim que foi notificado do afastamento de Arantes.

## Eleitorado
Em 2012, 214.474 eleitores votaram, equivalente à 85,17% dos moradores aptos a votar em Barueri.

## Candidatos
Foram 5 candidatos à prefeitura em 2012: Gil Arantes, do DEM; Carlos Zicardi, do PMDB; Ronaldo do PT, do PT; Néo Marques, do PMN; e Professor Jadis, do PSOL.
| Número | Candidato(a)                                    | Partido | Cargos relevantes                                                               | Vice                                                    | Partido | Cargos relevantes                                                        | Coligação                                                                                              |  |
| ------ | ----------------------------------------------- | ------- | ------------------------------------------------------------------------------- | ------------------------------------------------------- | ------- | ------------------------------------------------------------------------ | --- |  |
| 13     | Ronaldo do PT (Ronaldo Ferraz de Araújo)        | PT      | - Técnido em eletricidade                                                       | Priscila Sabino (Priscila Sabino de Oliveira Vanderlei) | PT      | - Comerciante                                                            | Sem coligação                                                                                          |  |
| 15     | Carlos Zicardi (Carlos Zicardi)                 | PMDB    | - Vice-prefeito de Barueri (2009-2012); - Vereador em Barueri (1983-1988).      | Cilene Bittencourt (Cilene Rodrigues Bittencourt)       | PV      | - Vereadora em Baarueri (2001-2004)                                      | Barueri no caminho do bem (PMDB / PTN / PSC / PHS / PV / PSDB / PPL / PC do B / PT do B)               |  |
| 25     | Gil Arantes (Gilberto Macedo Gil Arantes)       | DEM     | - Deputado Estadual em São Paulo (2007-2012); - Prefeito de Barueri (1997-2004) | Dr. Jaques (Jaques Artur Munhoz)                        | PTB     | - Vereador em Barueri (1997-2004) - Vice-prefeito de Barueri (2005-2008) | Barueri para todos (PRB / PP / PDT / PTB / PSL / PR / PPS / DEM / PSDC / PRTB / PTC / PSB / PRP / PSD) |  |
| 33     | Néo Marques (Manoel Luiz Marques de Lima        | PMN     | - Professor de Ensino Médio                                                     | Túlio Santana (Túlio Ricardo Barbosa Santana)           | PMN     | - Jornalista e Redator                                                   | Sem coligação                                                                                          |  |
| 50     | Professor Jadis (Jadison Rodrigues de Oliveira) | PSOL    | - Professor de Ensino Médio                                                     | Magualhaes (Evilazio Lopes de Magalhães)                | PSOL    | - Motorista                                                              | Sem coligação                                                                                          |  |

## Campanha
As principais propostas de Gil Arantes em sua campanha, foram relacionadas à melhorias na situação do trânsito, onde ele prometia acabar com o monopólio do transporte coletivo municipal, criar áreas de estacionamento, aumentar frotas de ônibus, diminuir intervalos e gerenciar profissionalmente o trânsito.
Quando o assunto foi educação, sua proposta era zerar o déficit de vagas em creche, aumentar número de escolas de período integral, construir uma faculdade municipal, construir Centros Educacionais Unificados (CEUs) e manter o Instituto Técnico de Barueri (ITB) gratuito.

### Pesquisas
Em pesquisa do Ibope realizada entre os dias 28 e 30 de setembro de 2012, Gil Arantes liderava com 56% da preferência entre os eleitores (sendo considerado apenas os votos válidos, excluindo nulos e indecisos). Ele era seguido por Carlos Zicardi, com 40%, Ronaldo do PT, com 2%, Néo Marques e Professor Jadis, ambos com 1%.
A pesquisa ouviu 602 pessoas, com mais de 16 anos e residentes na cidade. Dentre os entrevistados 52% eram mulheres e 48% eram homens. 19% tinha entre 16 e 24 anos; 14% entre 25 e 29 anos; 23% entre 30 3 39 anos; 19% entre 40 e 49 anos; 24% com cinquenta anos ou mais.>
| Data de realização             | Data de divulgação   | Instituto | Entrevistados | Margem de erro | Candidato         | Candidato             | Candidato          | Candidato         | Candidato              | Não sabe/ Não respondeu | Brancos e nulos |
| Data de realização             | Data de divulgação   | Instituto | Entrevistados | Margem de erro | Gil Arantes (DEM) | Carlos Zicardi (PMDB) | Ronaldo do PT (PT) | Néo Marques (PMN) | Professor Jadis (PSOL) | Não sabe/ Não respondeu | Brancos e nulos |
| ------------------------------ | -------------------- | --------- | ------------- | -------------- | ----------------- | --------------------- | ------------------ | ----------------- | ---------------------- | ----------------------- | --------------- |
| de 28 a 30 de setembro de 2012 | 4 de outubro de 2012 | Ibope     | 602           | ± 4%           | 50%               | 36%                   | 2%                 | 1%                | 1%                     | 6%                      | 4%              |

## Resultados

### Prefeito
No dia 7 de outubro de 2012, Gil Arantes foi eleito com 54,74% dos votos válidos.
| Candidato(a)           | Vice                     | 1º Turno 7 de outubro de 2012 | 1º Turno 7 de outubro de 2012 |
| Candidato(a)           | Vice                     | Votação                       | Votação                       |
|                        |                          | Total                         | Porcentagem                   |
| ---------------------- | ------------------------ | ----------------------------- | ----------------------------- |
| Gil Arantes (DEM)      | Dr. Jaques (PTB)         | 91.239                        | 54,74%                        |
| Carlos Zicardi (PMDB)  | Cilene Bittencourt (PSC) | 68.761                        | 41,21%                        |
| Ronaldo do PT (PT)     | Priscila Sabino (PT)     | 3.946                         | 2,36%                         |
| Néo Marques (PMN)      | Túlio Santana (PMN)      | 1.822                         | 1,09%                         |
| Professor Jadis (PSOL) | Magualhaes (PSOL)        | 993                           | 0,60%                         |
| Total de votos válidos | Total de votos válidos   | 166.851                       | 91,34%                        |
| Votos em branco        | Votos em branco          | 6.507                         | 3,56%                         |
| Votos nulos            | Votos nulos              | 9.303                         | 5,09%                         |
| Total                  | Total                    | 182.661                       | 100%                          |
| Abstenções             | Abstenções               | 31.813                        | 17,83%                        |
| Votos apurados         | Votos apurados           | 182.661                       | 100%                          |
| Total de eleitores     | Total de eleitores       | 214.474                       | 100%                          |

### Vereador
Dos 21 vereadores eleitos, Janio, do PMDB foi o mais votado, com 6.631 votos.
| Resultado da eleição para a Câmara Municipal de Barueri em 2012 por candidato | Resultado da eleição para a Câmara Municipal de Barueri em 2012 por candidato | Resultado da eleição para a Câmara Municipal de Barueri em 2012 por candidato | Resultado da eleição para a Câmara Municipal de Barueri em 2012 por candidato | Resultado da eleição para a Câmara Municipal de Barueri em 2012 por candidato | Resultado da eleição para a Câmara Municipal de Barueri em 2012 por candidato |
| Candidato                                                                     | Número                                                                        | Partido                                                                       | Votos                                                                         | Porcentagem                                                                   |                                                                               |
| ----------------------------------------------------------------------------- | ----------------------------------------------------------------------------- | ----------------------------------------------------------------------------- | ----------------------------------------------------------------------------- | ----------------------------------------------------------------------------- | ----------------------------------------------------------------------------- |
| Janio                                                                         | 15633                                                                         | PMDB                                                                          | 6.631                                                                         | 3,94%                                                                         |                                                                               |
| Dr. Antonio                                                                   | 12222                                                                         | PDT                                                                           | 3.741                                                                         | 2,22%                                                                         |                                                                               |
| Toninho Furlan                                                                | 15000                                                                         | PMDB                                                                          | 3.267                                                                         | 1,94%                                                                         |                                                                               |
| Sergio Baganha                                                                | 54620                                                                         | PPL                                                                           | 3.132                                                                         | 1,86%                                                                         |                                                                               |
| Zé Baiano                                                                     | 15555                                                                         | PMDB                                                                          | 3.028                                                                         | 1,80%                                                                         |                                                                               |
| Jô                                                                            | 43699                                                                         | PV                                                                            | 3.017                                                                         | 1,79%                                                                         |                                                                               |
| José de Melo                                                                  | 54689                                                                         | PPL                                                                           | 3.016                                                                         | 1,79%                                                                         |                                                                               |
| Tarzan                                                                        | 15625                                                                         | PMDB                                                                          | 2.643                                                                         | 1,57%                                                                         |                                                                               |
| Saulo Goes                                                                    | 10123                                                                         | PRB                                                                           | 2.442                                                                         | 1,45%                                                                         |                                                                               |
| Carlinhos do Açougue                                                          | 25655                                                                         | DEM                                                                           | 2.439                                                                         | 1,45%                                                                         |                                                                               |
| Zetti Bombeirinho                                                             | 20123                                                                         | PSC                                                                           | 2.281                                                                         | 1,35%                                                                         |                                                                               |
| Miguel de Lima                                                                | 12900                                                                         | PDT                                                                           | 2.018                                                                         | 1,20%                                                                         |                                                                               |
| Chico Vilela                                                                  | 14140                                                                         | PTB                                                                           | 1.955                                                                         | 1,16%                                                                         |                                                                               |
| Bau                                                                           | 10222                                                                         | PRB                                                                           | 1.776                                                                         | 1,05%                                                                         |                                                                               |
| Silvio Macedo                                                                 | 23123                                                                         | PPS                                                                           | 1.604                                                                         | 0,95%                                                                         |                                                                               |
| Bidu                                                                          | 45610                                                                         | PSDB                                                                          | 1.526                                                                         | 0,91%                                                                         |                                                                               |
| Robertinho                                                                    | 22345                                                                         | PR                                                                            | 1.298                                                                         | 0,77%                                                                         |                                                                               |
| Kascata                                                                       | 40123                                                                         | PSB                                                                           | 1.229                                                                         | 0,73%                                                                         |                                                                               |
| Fabião                                                                        | 65123                                                                         | PC do B                                                                       | 1.122                                                                         | 0,67%                                                                         |                                                                               |
| Maria Evangelista                                                             | 25555                                                                         | DEM                                                                           | 1.040                                                                         | 0,62%                                                                         |                                                                               |
| Dr. Junior Munhoz                                                             | 44234                                                                         | PRP                                                                           | 947                                                                           | 0,56%                                                                         |                                                                               |

| Votos válidos   | Votos válidos   | 168.505 | 92,25% |
| Votos nulos     | Votos nulos     | 5.848   | 3,20%  |
| Votos em branco | Votos em branco | 8.308   | 4,55%  |
| Total           | Total           | 182.661 | 100%   |
| --------------- | --------------- | ------- | ------ |